# 原薫
原 薫（はら かおる、1928年 - ）は、日本の経済学者、歴史学者。法政大学名誉教授。専門は近現代日本経済史、特にインフレーション研究。神奈川県出身。

## 略歴

### 学歴
- 1951年：法政大学経済学部卒業
- 1958年：同大学大学院社会科学研究科（経済学専攻）博士課程修了
- 1978年：経済学博士（法政大学）

### 職歴
- 1953年-68年：法政大学大原社会問題研究所研究員
- 1968年-95年：同大学経済学部教授

## 著書

### 単著
- 『日本の戦後インフレーション』（法政大学出版局、1968年）
- 『現代の通貨』（法政大学出版局、1990年）
- 『わが国の現代インフレーション』（法政大学出版局、1991年）
- 『戦後インフレーション　昭和20年代の日本経済』（八朔社、1997年）
- 『現代インフレーションの諸問題　1985-99年の日本経済』（八朔社、2001年）
- 『戦時インフレーション　昭和12～20年の日本経済』（桜井書店、2011年）

### 共著
- （遠藤茂雄）『貨幣論概要』（法政大学出版局、1978年）
- （遠藤茂雄）『現代通貨論』（法政大学出版局、1984年）

## 参考
- 『戦時インフレーション　昭和12～20年の日本経済』